# Fanny Salomonson
Fanny Salomonson (Amsterdam, 18 juli 1891 - Den Haag, 26 januari 1971) was een Nederlands schrijfster en dichteres.

## Achtergrond
Fannij Elisabeth Rachel Caroline Salomonson werd geboren binnen het gezin van koopman Joseph Lion Salomonson en Rachel Stokvis. Haar broer Barend Joseph Salomonson werd arts. Fanny huwde in 1923 als derde opeenvolgende vrouw met dichter Joannes Reddingius, broer van sopraan Aaltje Noordewier-Reddingius.

## Leven
Fanny Salomonson publiceerde twee gedichten in De Gids van november 1920: Novemberavond en een titelloos gedicht (II). In 1932 schreef ze gedichten in De Nieuwe Gids. Zij publiceerde in 1948 postuum De tijdstroom, een bloemlezing van en over haar man met voorwoord en uitleg door haar van zijn teksten. Ze schreef zelf (mee):
- Op grenzen stoten en grensdoorbreking van Karl Jaspers
- Ortega Y Gasset: een oproep tot bezinning (een artikel uit 1960)
- De andere Nietzsche (artikel uit 1952)
- Nietzsche als opvoeder (artikel uit 1951)
- Kan Nietzsche opvoeder tot deemoed zijn? (een artikel uit 1951)
- Een weg tot Nietzsche (een monografie uit 1950)
- Gedicht In memoriam in Het witte schip (verzameling verzen 1944-1948)
- Een inleiding tot Nietzsche’s Also sprach Zarathustra (een artikel uit 1930)

- International Standard Name Identifier: 0000 0003 9083 852X
- Nederlandse Thesaurus van Auteursnamen: 073033553
- Virtual International Authority File: 284524123
- WorldCat: E39PBJqFMVtykgx9XVffrDw9jC